# Il testimone (film 1946)
Il testimone è un film del 1946 diretto da Pietro Germi, al suo esordio nella regia, sotto la supervisione di Alessandro Blasetti.

## Trama
Pietro Scotti, presunto assassino, sta per essere condannato a morte. Alla condanna si è arrivati grazie alla deposizione di un testimone, il ragioniere Giuseppe Marchi, che viene però ingannato dall'avvocato difensore dell'imputato. Grazie allo stratagemma Pietro viene rimesso in libertà e prova a ricostruirsi una vita con la giovane Linda lasciandola all'oscuro del suo passato. Deciso a sposarsi e a lasciare la città il prima possibile, Pietro si imbatte per caso nel ragionier Marchi che, ancora afflitto dal senso di colpa per averlo fatto almeno in apparenza condannare ingiustamente, si offre di aiutarlo con le pratiche per il matrimonio che richiedono diversi giorni. La vicinanza tra i due porta Pietro al limite della paranoia, suscitando il sospetto di Linda e del ragionier Marchi che, dopo una scenata di Pietro, capisce di essere stato raggirato e di aver fatto scagionare il vero assassino per errore. Pietro, allora, si decide a confrontarsi con il ragionier Marchi, pronto anche ad ucciderlo se necessario. Giunto a casa del ragioniere, Pietro scopre che l'anziano signore è morto la notte precedente, come gli conferma la padrona di casa. Ormai al sicuro da qualsiasi testimone oculare, Pietro torna a casa da Linda e, afflitto dal peso della coscienza, con un inaspettato atto d'orgoglio decide di confessare tutto alla donna amata e di costituirsi invece di scappare con lei senza dirle nulla.

## Produzione
Il film venne girato negli studi della Titanus alla Farnesina, con gli esterni a Roma nella primavera del 1945.

## Distribuzione
Il film venne distribuito nel circuito cinematografico italiano il 15 febbraio 1946.

## Accoglienza

### Incassi
Incassi accertati nelle sale sino al 31 dicembre 1952: 150.000.000 di lire dell'epoca.

### Critica
(Mario Gromo, La Stampa, 1946)
(Dizionario Il Mereghetti)
(Dizionario Il Morandini)

## Riconoscimenti
- 1946 - Nastro d'argento
  - Miglior soggetto